# إريك بي شميت
إريك بي شميت (بالإنجليزية: Eric P. Schmitt)‏ هو صحفي أمريكي، ولد في 2 نوفمبر 1959 في منيابولس في الولايات المتحدة.